# Colegio de Patafísica
El Colegio de Patafísica (en francés, Collège de Pataphysique) es una sociedad fundada el 11 de mayo de 1948 (22 Palotin del 76, según el calendario patafísico) en París, como irónica contraposición a las academias de arte y ciencias del tipo del Collège de France. Fue instaurado en conmemoración a los cincuenta años del doctor Faustroll, el personaje principal de la novela Gestas y opiniones del doctor Faustroll, patafísico, de Alfred Jarry, por Iesu Maria Tlecl, anagrama de Maurice Saillet, en la librería de Adrienne Monnier.
Se entiende por patafísica una contracción de la frase epí ta metá ta physiká, «lo que está alrededor de lo que está más allá de la física». Alfred Jarry retoma una serie de postulados científicos que dan cuenta de la Patafísica como ciencia que regula las excepciones, proclamándola desde entonces como «ciencia de las soluciones imaginarias». No hay comparación entre lo particular y lo general, y se excluye cualquier reminiscencia de una generalidad o universalidad. Incluso la patafísica no es objeto de teorización de sus contenidos ni de ningún otro aspecto, ya que es la patafísica la que «teoriza» sobre las particularidades.
A partir de la obra y sus postulados patafísicos, y más aún después de la muerte del autor, un conglomerado de escritores surrealistas y vanguardistas se hicieron cargo de retomar aquellos estudios y hacer trascender la ley de la excepcionalidad, creando colectivos artísticos que se encargaran de la patafísica. Es por esta razón que, con la creación de colegios e institutos, se dedican mayormente a hacer uso de aquel legado artístico, transgresor y pilar del absurdo que deja en la historia la obra de Alfred Jarry.

## Colegio patafísico de París
Esta institución se encarga, principalmente, de perpetuar la ciencia creada por Alfred Jarry, y de maquinar eruditos estudios sobre ciencias inventadas e inútiles. De hecho, el Collége de Pataphysique se presentó, por principio, como una «Sociedad de Investigaciones Eruditas e Inútiles». Muchas veces estas ciencias, o investigaciones, no eran más que meros retruécanos rimbombantes y provocativos, sin ninguna función o profundidad más allá de su nombramiento (algunos ejemplos: Liricopatología y Clínica de los retoriconosos, Cocodrilología, Pedología y Adelfismo, Cinematografía y Onirocrítica, Aliética e Ictibalística, Tonosofía Africana, Alcoholismo estético, Aniñamiento voluntario e involuntario, etc.).
Estas ciencias imaginarias y otros constructos, tales como la exposición de los órdenes jerárquicos dentro del Colegio y otras obras, eran explicadas y distribuidas en series de revistas confidenciales, de tirada muy limitada, en las cuales dejaban enigmas, incongruencias, misterios y palabras altamente eruditas. Todo en consideración de un lector apropiado, que se atreva a captar los postulados del Colegio.
A finales de 1974 (debido a la muerte de muchos de sus miembros e investigadores) el Colegio Patafísico decide ocultarse, por un tiempo indeterminado. Este acontecimiento es recordado como "Periodo de Ocultación". Sin embargo, el legado y el paréntesis que deja en la historia esta decisión, motiva a muchos personajes, en diferentes lugares del mundo, a intentar recobrar la institución.
Uno de los personajes más relevantes y fundamentales fue Fernando Arrabal, quien es, prácticamente, un precursor del renacimiento de la era Patafísica. Finalmente, el 20 de abril de 2000 (1 palotín 127, y San Cocodrilo, del calendario patafísico) se celebra la "Desocultación" del Colegio, el cual anunciaba una exposición de "Agujeros, Nadas y Espejismos", que nadie pudo encontrar.
A la par con la "Desocultación" se elige por "Presidente Transitoriamente Perpetuo" a Lutembi, un cocodrilo que habita en las orillas del lago Victoria.

## Comisiones y miembros históricos
El Colegio cuenta con organismos y cargos muy intrincados. Entre los miembros se otorgan títulos tales como sátrapa, proveedor, regente, vicecurador y enfiteuta, entre otros. El colegio cuenta, también, con una sistematización de sus jerarquías en extremo organizada. Está ordenado sobre la base de un conjunto de Departamentos o Comisiones que a su vez tienen Subcomisiones que las respaldan. 
La totalidad de las Comisiones cuenta con 77 Subcomisiones, equitativamente dispuestas:
- Subcomisión de las Soluciones Imaginarias (presidente Boris Vian)
- Subcomisión de las Formas y de las Gracias (Marcel Duchamp)
- Subcomisión de las Ciencias Inexactas (Janvier Mauvoisin)
- Subcomisión de la Incompetencia realizadora (P. Lié, Lutembi), del Grande extraordinario (Joan Miró)
- Subcomisión de los Espíritus (François Caradec)
- Subcomisión de Epifanías e itifanías (Raymond Queneau)
- Subcomisión de las Anonfalias (Philippe Dumarçay)
- Subcomisión de las Leyes que regulan las excepciones (Luis Shilton)
- Subcomisión de las Pirámides y los poliedros (Marcel Poujois)
- Subcomisión de los Infinitidecimales y de las Leptologías (Marcel Maigret)
- Subcomisión de Metástasis, Diadosis y Rotaciones (Rafael de Luc)

Miembros notables del colegio de patafísica son y han sido Enrico Baj, Jean Genet, Jacques Prévert, Umberto Eco, Juan Esteban Fassio, Noël Arnaud, Jean-Christophe Averty, Luc Étienne, Latis, François Le Lionnais, Jean Lescure, Raymond Queneau, Boris Vian, Eugène Ionesco, Jacques Carelman, Joan Miró, Man Ray, Max Ernst, Julien Torma, Roger Shattuck, Groucho, Chico y Harpo Marx, el barón Jean Mollet, Philippe de Chérisey, Irénée Louis Sandomir, Opach, Marcel Duchamp, Rolando Villazón, Camilo José Cela, Fernando Arrabal y Gavin Bryars. El Oulipo es un subcomité del Colegio.

## Colegios e institutos patafísicos
En otros lugares del mundo se han formado institutos y colegios patafísicos, que también se han encargado del estudio de la patafísica, y de la acción artística en diferentes ámbitos, tales como la literatura, el teatro, la música, la plástica y otras disciplinas. 

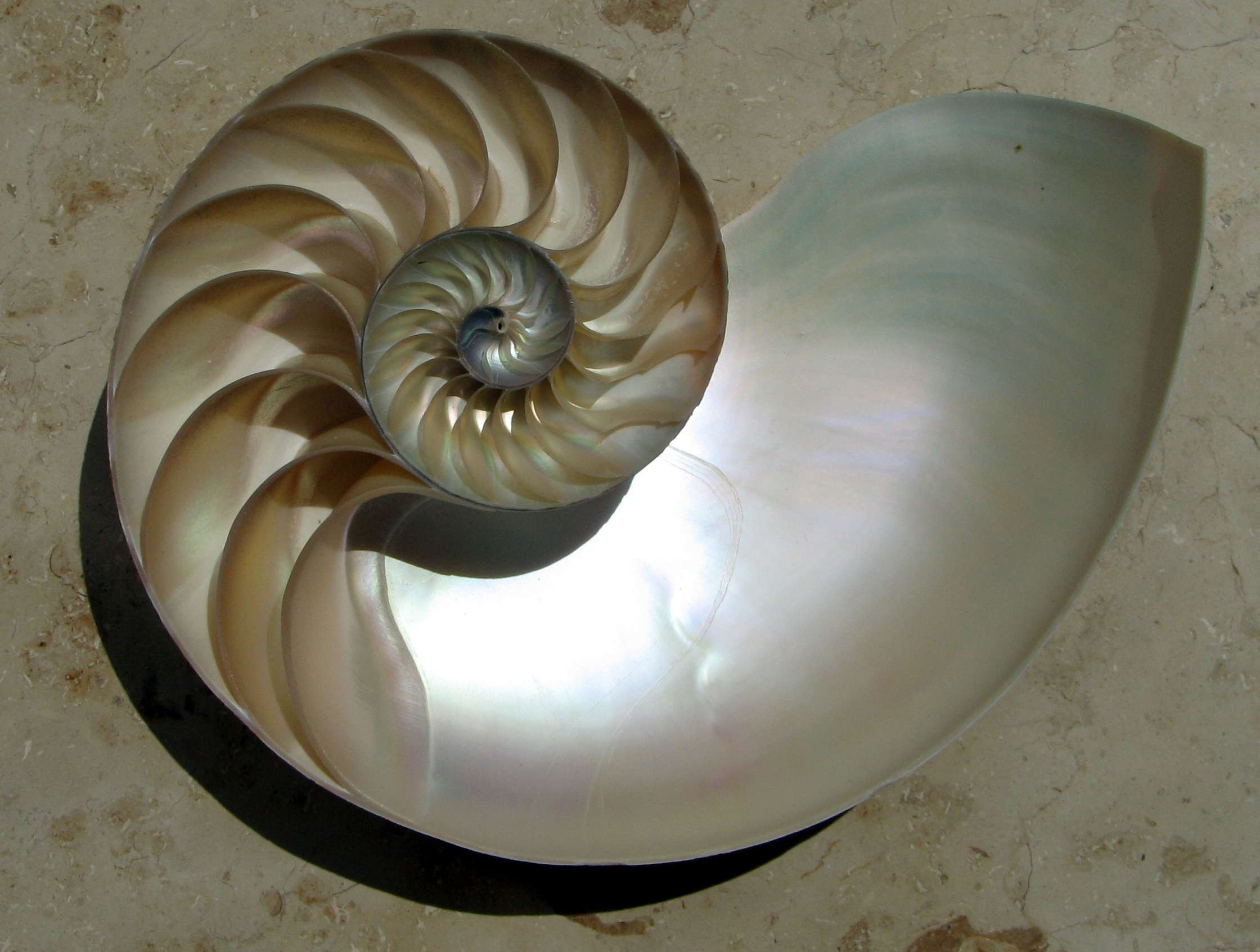
Corte de la concha de un nautilus donde se aprecian las cámaras formando aproximadamente una espiral logarítmica.

## Emblema y símbolo:Eadem mutata resurgoy la espiral logarítmica
Eadem mutata resurgo ('[Siendo] La misma, vuelvo a surgir cambiada') y la espiral logarítmica son los emblemas del Colegio de Patafísica.
El matemático Jacob Bernoulli escogió la figura de la espiral logarítmica y el lema en latín "eadem mutata resurgo" para su epitafio. Sin embargo, lo que tallaron los maestros canteros en su tumba en Basilea fue una espiral de Arquímedes.  La espiral logarítmica se distingue de la de Arquímedes por el hecho de que las distancias entre su brazos se incrementan en progresión geométrica, mientras que en una espiral de Arquímedes estas distancias son constantes.

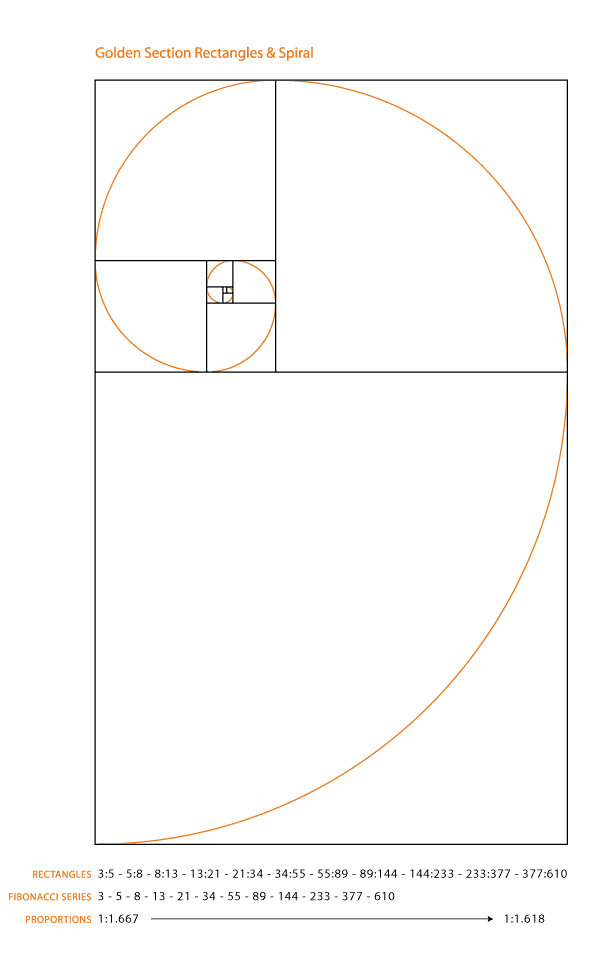
La espiral construida utilizando rectángulos con la proporción áurea resulta una aproximación a la espiral logarítmica, escogida como símbolo del Colegio de Patafísica y que Bernouilli deseó para su tumba, en lugar de la espiral de Arquímedes que finalmente fue erróneamente tallada.

El término espiral logarítmica se debe a Pierre Varignon. Fue estudiada por Descartes y Torricelli, pero la persona que le dedicó un libro fue Jacob Bernoulli, que la llamó spira mirabilis, «la espiral maravillosa». D'Arcy Thompson le dedicó un capítulo de su tratado On Growth and Form (1917).
Jacob Bernoulli escribió que la espiral logarítmica "puede ser utilizada como un símbolo, bien de fortaleza y constancia en la adversidad, bien del cuerpo humano, el cual, después de todos los cambios y mutaciones, incluso después de la muerte, será restaurado a su estado perfecto".  (enlace roto disponible en Internet Archive; véase el historial, la primera versión y la última).